# Pawluszki
Pawluszki (biał. Паўлюшкі; ros. Павлюшки) – wieś na Białorusi, w obwodzie grodzieńskim, w rejonie brzostowickim, w sielsowiecie Pograniczny.
Dawniej wieś i chutor. W dwudziestoleciu międzywojennym wieś i znajdująca się obok kolonia o tej samej nazwie leżały w Polsce, w województwie białostockim, w powiecie wołkowyskim.